# آر. س. جورمان
آر. س. جورمان (بالإنجليزية: R. C. Gorman)‏ هو مصمم ليثوغراف ورسام أمريكي، ولد في 26 يوليو 1931 في شينلي في الولايات المتحدة، وتوفي في 3 نوفمبر 2005 في ألباكركي في الولايات المتحدة.